# Landkreis Dahme-Spreewald
Landkreis Dahme-Spreewald, (på niedersorbisk Wokrejs Damna-Błota), er en landkreis i den sydøstlige del af den tyske delstat Brandenburg. Administrationsby er Lübben
Området, og særlig Spreewald har altid været centrum for den sorbiske kultur. I middelalderen vekslede byerne Lübben og Luckau med at være på hovedstad og vigtigste by i det nedre Lausitz. Fra 1815 blev det nedre Lausitz en del af Preussen. Gennem 1800-tallet forblev området et landbrugsområde, hvor der kun var bymæssig bebyggelse helt i nord mod Berlin.

## Geografi
- Dahme-Søområdet (med Naturpark Dahme-Heideseen)
- Niederlausitz (med Naturpark Niederlausitzer Landrücken)
- Spreewald (med biosfærereservat Spreewald)

Nabokreise er mod øst Landkreis Oder-Spree, i syd Landkreisene Spree-Neiße, Oberspreewald-Lausitz og Elbe-Elster, mod vest Landkreis Teltow-Fläming. I nord grænser området til Berlin. 
42,2% af arealet er dækket med skov, og 35,6% anvendes til landbrugsvirksomhed.

## Byer og kommuner
Efter kommunalreformen 2003 omfatter Landkreisen 37 kommuner , herunder 8 byer. 9 kommuner er officielt tosproglige (tysk og niedersorbisk).

Kreisen havde 169067  indbyggere pr.  2018-12-31

| Byer ¹ amtstilhørende byer 1. Golßen ¹ (2542) 2. Königs Wusterhausen (37190) 3. Lieberose ¹ (1360) 4. Lübben (Spreewald) – Lubin (Błota) (14024) 5. Luckau (9582) 6. Märkisch Buchholz ¹ (834) 7. Mittenwalde (9140) 8. Teupitz ¹ (1917) 9. Wildau (10303) | Amtsfrie kommuner 1. Bestensee (7850) 2. Eichwalde (6468) 3. Heideblick (3572) 4. Heidesee (7140) 5. Märkische Heide – Markojska Góla (3893) 6. Schönefeld (15472) 7. Schulzendorf (8222) 8. Zeuthen (11381) |  |

Ämter med tilhørende kommuner

(* markerer amtssæde)

| 1. Lieberose/Oberspreewald Amt Luboraz/Górne Błota (7072) 1. Alt Zauche-Wußwerk – Stara Niwa-Wózwjerch (485) 2. Byhleguhre-Byhlen – Běła Góra-Bělin (732) 3. Jamlitz (526) 4. Lieberose, Stadt (1360) 5. Neu Zauche – Nowa Niwa (1093) 6. Schwielochsee – Gójacki Jazor (1470) 7. Spreewaldheide – Błośańska Góla (469) 8. Straupitz – Tšupc * (937) 2. Schenkenländchen (8795) 1. Groß Köris (2338) 2. Halbe (2385) 3. Märkisch Buchholz, Stadt (834) 4. Münchehofe (474) 5. Schwerin (847) 6. Teupitz, Stadt * (1917) | 3. Unterspreewald (8963) 1. Bersteland (894) 2. Drahnsdorf (618) 3. Golßen, Stadt * (2542) 4. Kasel-Golzig (677) 5. Krausnick-Groß Wasserburg (590) 6. Rietzneuendorf-Staakow (599) 7. Schlepzig – Slopišća (603) 8. Schönwald (1162) 9. Steinreich (482) 10. Unterspreewald (796) |

1. januar 2013 fusionerede amterne Golßener Land og Unterspreewald til det nye  Amt Unterspreewald.

## Trafik
- Hovedveje : B 87, B 96, B 102, B 115, B 179, B 246, B 320
- Motorveje: A 10, A 13, A 15
- Lufthavn: Schönefeld
- Vandveje: Havnen Königs Wusterhausen, floderne Dahme, Spree og Nottekanalen.